# La ardilla roja
La ardilla roja és una pel·lícula espanyola dirigida per Julio Medem i estrenada en 1993. Fou el seu segon llargmetratge després de Vacas i li va oferir interpretar les cançons a Santiago Auserón, però aquest va declinar perquè es trobava a Cuba. Fou rodada en nou setmanes a Sant Sebastià, La Granja de San Ildefonso i Madrid.

## Argument
Una nit d'estiu, en Sant Sebastià, Jota (Nancho Novo), líder d'un grup musical anomenat "Las Moscas", pensa en suïcidarse. Però, de sobte, una moto xoca contra la barana del malecón des d'on es tirarà...Una noia ha tingut un accident. Jota la porta a l'hospital on es fa passar pel seu xicot. Ella (Emma Suárez) sofreix amnèsia i Jota inventa una vida junts.

## Repartiment
- Emma Suárez: Sofía / Lisa
- Nancho Novo: Alberto "Jota"
- María Barranco: Carmen
- Karra Elejalde: Antón
- Carmelo Gómez: Félix
- Cristina Marcos: noia de pèl blau
- Mónica Molina: noia de pèl roig

## Comentaris
"Història d'amor inclassificable que pot atreure o posar dels nervis amb la mateixa força. El seu film menys aconseguit" (Javier Ocaña: Cinemanía)

## Premis
- Quinzena dels Realitzadors del 46è Festival Internacional de Cinema de Canes: Premi de la joventut
- Premis Goya: Goya a la millor música original per Alberto Iglesias, i nominacions per les actrius Emma Suárez i María Barranco[4]
- Premis Sant Jordi: millor pel·lícula espanyola i millor actriu per Emma Suárez[5]
- Premis Ondas 1993: millor pel·lícula espanyola
- Fantastic'Arts 1994: Premi especial del jurat i Premi de la Crítica